# Міжнародні фінанси
Міжнародні фінанси — галузь фінансової економіки, яка широко зацікавлена в грошово-кредитному та макроекономічному взаємозв'язку між двома та більше країнами. Міжнародні фінанси розглядають динаміку світової фінансової системи, міжнародних валютних систем, платіжного балансу, валютних курсів, прямих іноземних інвестицій та те, як ці теми стосуються міжнародної торгівлі.
Міжнародні фінанси додатково займаються питаннями міжнародного фінансового менеджменту. Інвестори та транснаціональні корпорації повинні оцінювати та управляти міжнародними ризиками, такими як політичний ризик та валютний ризик, включаючи ризики, пов'язані з операціями, економічний ризик та вплив на переклад.
Деякими прикладами ключових концепцій у рамках міжнародних фінансів є модель Манделла-Флемінга, оптимальна теорія валютної зони, паритет купівельної спроможності, паритет процентних ставок та міжнародний ефект Фішера. У той час, як вивчення міжнародної торгівлі використовує переважно мікроекономічні концепції, дослідження міжнародних фінансів вивчає переважно макроекономічні концепції.
Існує три і компоненти, що визначають міжнародні фінанси:
1. валютні та політичні ризики;
2. недосконалість ринку;
3. розширені набори можливостей.

Ці основні аспекти міжнародних фінансів значною мірою пов'язані з тим, що суверенні держави мають право та повноваження видавати валюти, формулюють свою власну економічну політику, вводять податки та регулюють рух людей, товарів та капіталу через їхні кордони.
Основними учасниками світової системи є:
- банки,
- транснаціональні корпорації,
- портфельні інвестори і міжнародні офіційні позичальники.

Міжнародні фінанси є системою складних за своєю структурою відносин, які складаються на основі рухів фінансових ресурсів, що включають їх формування, використання і розподіл інститутами міжнародних фінансових ринків і міжнародними організаціями та інститутами.
Найхарактернішою рисою міжнародних фінансів є те, що вони призначені ефективно обслуговувати міждержавний рух товарів і послуг, перерозподіл грошового капіталу між конкуруючими суб'єктами світового ринку. Вони своєчасно подають сигнали про стан світової фінансової кон'юнктури, які служать певними орієнтирами для прийняття ефективних рішень суб'єктами міжнародних фінансів.
Рух міжнародних фінансів здійснюється за наступними напрямками:
- валютні операції;
- валютно-кредитне і розрахункове обслуговування купівлі продажу товарів;
- операції з цінними паперами та різними фінансовими інструментами,E-гроші;
- іноземні інвестиції в основний і оборотний капітал;
- перерозподіл частини національного доходу через бюджет в формі трансфертів бідним країнам і внесків держав в міжнародні оргаОсновними функціями міжнародних фінансів можна назвати: контрольну і розподільну.

1. Контрольна функція міжнародних фінансів. Міжнародні фінанси відображають рух громадських продуктів в грошовому еквіваленті. Це дозволяє здійснювати аналіз і облік руху світового продукту в грошовому еквіваленті на будь-якому етапі, в будь-який час.
На практиці реалізація даної функції полягає в:
- розробці стратегічної і поточної міжнародної політики в області фінансів;
- прийнятті наступних рішень щодо міжнародних фінансів;

Контрольна функція залежить від:
- рівня і характеру економічного розвитку держави;
- рівня можливостей реалізації міжнародної політики держав в області фінансів;
- технічного рівня оснащення процесу збору і обробки інформації.

2. Розподільна функція міжнародних фінансів. За допомогою механізму міжнародних фінансів проводиться грошовий розподіл світового продукту.
Даний розподіл визначається наступними закономірностями:
- капітал направляється в сторону найбільшою норми прибутку;

- ризики, які пов'язані з отриманням прибутку є важливим фактором у русі капіталу;

- рух капіталу відображає закон пропорційного розвитку;

- інтересами (політикою) суб'єктів міжнародних фінансових відносин.

## Об'єкти та суб'єкти міжнародних фінансів
Об'єктом міжнародних фінансів є потоки грошових коштів і пов'язані з ними фінансові відносини на світовому ринку.
Суб'єктами міжнародних фінансів є фізичні та юридичні особи, уряди, міжнародні організації й фінансові інституції, а також банки та інші кредитно-фінансові установи — посередники на міжнародному фінансовому ринку.

## Система міжнародних фінансів
- Світова валютна система та міжнародні валютні операції (національні та резервні валюти, міжнародні колективні валюти, умови взаємної конвертованості, валютний паритет, валютний курс, національні та міжнародні механізми регулювання валютних курсів).
- Міжнародний фінансовий менеджмент (управління фінансами міжнародного бізнесу (ТНК), фінансами міжнародних інституцій і організацій).
- Міжнародні фінансові ринки (механізми торгівлі конкретними фінансовими інструментами — валютою, кредитами, цінними паперами тощо).
- Міжнародне оподаткування (уникнення подвійного оподаткування, оподаткування в економічних співтовариствах).

## Міжнародний фінансовий ринок
Міжнародний фінансовий ринок є механізмом купівлі-продажу фінансових активів і належного задоволення попиту і пропозиції суб'єктів міжнародних економічних відносин на грошові кошти та капітал. Основним призначенням цього ринку є забезпечення перерозподілу між країнами тимчасово вільних фінансових ресурсів та отримання від цих операцій певного доходу, а також забезпечення міжнародної ліквідності.

## Фінансові операції
Фінансові операції (лат. Operatio — дія) представляють собою дії, спрямовані на вирішення певної задачі організації та управління грошовими відносинами, що виникають при формуванні та використанні відповідних коштів. Фінансові операції можуть бути обумовлені, як грошовими платежами, так і рухом капітальних ресурсів.
Об'єктами фінансових операцій є різні фінансові активи, до яких належать національні гроші, іноземна валюта, цінні папери, дорогоцінні метали, нерухомість.
Виділяють наступні види фінансових операцій:
- операції з переказу фінансових операцій;
- інвестиційні операції;
- спекулятивні операції;
- операції з капіталом.